# Thập niên 550 TCN
Thập niên 550 TCN hay thập kỷ 550 TCN chỉ đến những năm từ 550 TCN đến 559 TCN.